# ブックライター
ブックライターとは、著者として表示される人物（著作名義者）に代わって著書を執筆する人である。

## 定義
著作名義者の著書を別人が代作すること自体は古くからあり、次の項目で書くとおり、1912年から1913年にかけて著作権法違反の裁判がおこなわれた。近年では著書を代作する人を「ゴーストライター」と呼んできた。「ゴースト」の意味通り、代作者は本のどこにも名前が表示されず、表示されても「構成」「編集協力」などの曖昧な表記に留まり、みずからが執筆したことを公表することができないものとされてきた。
文芸作家やノンフィクション作家、ジャーナリスト、学者、エッセイストなどのプロフェッショナルな物書きを除き、著名人で一冊分の本を書くスキルを持つ人は、ごく限られる。また、例外的にスキルがあっても、本業が多忙のため、執筆に費やせる時間も限られる。したがって出版社にとって代作ができるライターはどうしても必要な存在だった。「本の制作において、この仕事（代作）の比重は決定的に大きく、ライターの力量次第で本の出来が決まる」と述べる編集者もいる。編集者、デザイナーなどと並び、本のコンテンツ作りの現場に欠かすことができない存在である。
ゴーストライターとして執筆した場合でも、ライターが名乗り出る動きや、周知の事実となっているケースもあった。それにともない、読者の側も代作者の存在を暗黙の了解事項として受容するようになってきた。
著者の側にも、代作者の存在の公表を許容する動きがある。藤原和博はその一人であり、ライターの上阪徹は著書『職業、ブックライター。』で藤原和博の許可を得て、藤原の著書『坂の上の坂』の制作過程を書き、この本のライティングをおこなったことを明かした（pp144-148）。上阪は佐藤可士和の『佐藤可士和の打ち合わせ』の奥付にも「ブックライター」としてクレジットされている。他にも、出口治明著『「都市」の世界史』では、執筆をおこなった小野田隆雄が、小野田の名前であとがきを書いている。
こうした流れから上阪徹は、存在しないことを前提にした「ゴーストライター」という呼称よりも、存在を明らかにし得る「ブックライター」という新しい呼び名とするべきだと提唱した。
しかし2018年現在の日本の出版慣行では、ブックライターの表記は「構成」「編集協力」とされる場合がほとんどで、米国のように表紙に名前が表記されるには至っていない。
米国では「Ghostwriter」と「Book writer」を区別してきた。Ghostwriterは日本のゴーストライターと同じく、本のどこにも名前を表記せず、公表できない。これに対して、Book writerは本の表紙に名前を表記し、「著者（author）とライター」の関係が読者からも認められるようになっている。

## 著者・出版社とブックライターの関係
ブックライターは著者と緊密な協力者（collaborator）であることが求められる。通常は著者のインタビューに同席し、自らインタビューをおこなうことが多い。１冊分の内容を執筆するには10時間以上のインタビューをおこなうことが多いが、著者に許される時間が限られてインタビューの時間がほとんどない場合は、過去の記事など著者の発言がわかる資料を参考にすることもある。ブックライターはインタビュー素材やそうした関連資料を読み込み、著者の持つコンテンツを理解し、その思考様式や頻出語まで把握したうえで、文章を執筆する。
ブックライターはあくまで著者が持っているコンテンツをまとめることが、その役割であり、ブックライターが勝手にストーリーやデータを創作したり、著者が考えていないことを書いたりすることはない。著者は必ずブックライターの成果物のチェックをおこなう。
ブックライターの成果物には著作権が存在する。このうち著作財産権はブックライターが放棄して著者に譲渡することができる。一方、著作者人格権は他人に譲渡できないため、著作権法121条は、著作者でない者の実名またはペンネームを著作者としたり、二次的著作物において原著作物の著作者でない者を著作者として表示したりして頒布することに罰則を定めている（ウィキペディア「ゴーストライター」参照）。しかし1912年に刊行された著書をめぐる「久保天随『三体新書翰』事件」において、一審二審で著作権法違反の有罪とされた判決が大審院で覆され（1913年6月3日判決）、著作名義者と代作者の間に合意があれば合法との判断が下された。
読者側に代作者の存在が暗黙の了解になっている現状では、一般に問題ないとされている。
出版実務では、出版社は著者を著作権者として出版契約書を締結する一方、ブックライターとは業務委託契約を結ぶことが多い。
ブックライターは著者とだけでなく出版社の編集者とも緊密に協力して、出版社が求める原稿を完成させることが求められる。出版社がブックライターの成果物を受諾した場合でも、著者に異議がある場合、ブックライターは修正に応じなくてはならない。出版社と著者が承諾しない成果物を、著者の著作物としてはもちろん、ブックライターの著作物として公表したり出版したりすることはできない。
ブックライターの報酬は出版社から支払われる。内訳は印税、原稿料のどちらか、または両方となる。出版社によっては初版時点での報酬額の保証をおこなうこともある。
著者がブックライターの成果物を修正後も拒絶する場合は、その出版企画はお蔵入りとなる。このとき、報酬をめぐってトラブルになることが多い。通常は執筆の労働の対価として出版社がいくらかの原稿料を支払う場合が多いが、その額をめぐって係争になることもある。